# U-17-Fußball-Asienmeisterschaft der Frauen 2026/Qualifikation
Die Qualifikation zur U-17-Fußball-Asienmeisterschaft der Frauen 2026 findet vom 13. bis zum 17. Oktober 2025 statt. Es nehmen 27 der insgesamt 47 Mitgliedsverbände der AFC teil. Neben Gastgeber China sind auch die anderen drei asiatischen Teilnehmer der U-17-Weltmeisterschaft der Frauen 2025 in Marokko direkt qualifiziert. Die restlichen Mannschaften müssen sich qualifizieren.

## Modus
Von den 47 Mitgliedsverbänden der AFC meldeten sich 31 zur Teilnahme an. Die Auslosung der Gruppen fand am 7. August 2025 in Kuala Lumpur statt. Anders als bei den vorherigen Qualifikationen wird nur noch eine Runde ausgespielt und es sind neben dem Gastgeber auch die restlichen drei WM-Teilnehmer 2025 direkt qualifiziert. Die Mannschaften wurden in drei Vierer- und fünf Dreiergruppen gelost.
Die Gruppen werden vom 13. bis zum 17. Oktober 2025 weiterhin als Miniturniere ausgetragen, bei denen je einer der Teilnehmer als Gastgeber einer Gruppe fungiert. Jede Mannschaft spielt einmal gegen jede andere ihrer Gruppe. Die acht Gruppensieger qualifizieren sich für die Endrunde.

## Gruppeneinteilung
Die Auslosung fand am 28. April 2025 in Kuala Lumpur statt und ergab die folgenden Gruppen.
| Gruppe A           | Gruppe B      | Gruppe C    | Gruppe D       |
| ------------------ | ------------- | ----------- | -------------- |
| Philippinen        | Iran          | Indonesien  | Vietnam        |
| Malaysia           | Libanon       | Myanmar     | Hongkong       |
| Tadschikistan      | Kuwait        | Mongolei    | Guam           |
| Syrien             | Saudi-Arabien | Macau       |                |
| Gruppe E           | Gruppe F      | Gruppe G    | Gruppe H       |
| Australien         | Thailand      | Indien      | Bangladesch    |
| Singapur           | Nepal         | Usbekistan  | Chinese Taipei |
| Nördliche Marianen | Turkmenistan  | Kirgisistan | Jordanien      |

## Gruppen

### Gruppe A
Die Spiele finden alle in Tadschikistan statt.
Tabelle
| Pl. | Land          | Sp. | S | U | N | Tore    | Diff. | Punkte |
| --- | ------------- | --- | - | - | - | ------- | ----- | ------ |
| 1.  | Philippinen   | 0   | 0 | 0 | 0 | 000:000 | ±0    | 0      |
| 1.  | Malaysia      | 0   | 0 | 0 | 0 | 000:000 | ±0    | 0      |
| 1.  | Tadschikistan | 0   | 0 | 0 | 0 | 000:000 | ±0    | 0      |
| 1.  | Syrien        | 0   | 0 | 0 | 0 | 000:000 | ±0    | 0      |

Spielergebnisse
| 13.10.2025 |  | Philippinen | – | Syrien        | –:– (–:–) |
| 13.10.2025 |  | Malaysia    | – | Tadschikistan | –:– (–:–) |
| 15.10.2025 |  | Syrien      | – | Malaysia      | –:– (–:–) |

### Gruppe B
Die Spiele finden alle in Saudi-Arabien statt.
Tabelle
| Pl. | Land          | Sp. | S | U | N | Tore    | Diff. | Punkte |
| --- | ------------- | --- | - | - | - | ------- | ----- | ------ |
| 1.  | Iran          | 0   | 0 | 0 | 0 | 000:000 | ±0    | 0      |
| 1.  | Libanon       | 0   | 0 | 0 | 0 | 000:000 | ±0    | 0      |
| 1.  | Kuwait        | 0   | 0 | 0 | 0 | 000:000 | ±0    | 0      |
| 1.  | Saudi-Arabien | 0   | 0 | 0 | 0 | 000:000 | ±0    | 0      |

Spielergebnisse
| 13.10.2025 |  | Iran          | – | Saudi-Arabien | –:– (–:–) |
| 13.10.2025 |  | Libanon       | – | Kuwait        | –:– (–:–) |
| 15.10.2025 |  | Saudi-Arabien | – | Libanon       | –:– (–:–) |

### Gruppe C
Die Spiele finden alle in Myanmar statt.
Tabelle
| Pl. | Land       | Sp. | S | U | N | Tore    | Diff. | Punkte |
| --- | ---------- | --- | - | - | - | ------- | ----- | ------ |
| 1.  | Indonesien | 0   | 0 | 0 | 0 | 000:000 | ±0    | 0      |
| 1.  | Myanmar    | 0   | 0 | 0 | 0 | 000:000 | ±0    | 0      |
| 1.  | Mongolei   | 0   | 0 | 0 | 0 | 000:000 | ±0    | 0      |
| 1.  | Macau      | 0   | 0 | 0 | 0 | 000:000 | ±0    | 0      |

Spielergebnisse
| 13.10.2025 |  | Indonesien | – | Macau    | –:– (–:–) |
| 13.10.2025 |  | Myanmar    | – | Mongolei | –:– (–:–) |
| 15.10.2025 |  | Macau      | – | Myanmar  | –:– (–:–) |

### Gruppe D
Die Spiele finden alle in Vietnam statt.
Tabelle
| Pl. | Land     | Sp. | S | U | N | Tore    | Diff. | Punkte |
| --- | -------- | --- | - | - | - | ------- | ----- | ------ |
| 1.  | Vietnam  | 0   | 0 | 0 | 0 | 000:000 | ±0    | 0      |
| 1.  | Hongkong | 0   | 0 | 0 | 0 | 000:000 | ±0    | 0      |
| 1.  | Guam     | 0   | 0 | 0 | 0 | 000:000 | ±0    | 0      |

Spielergebnisse
| 13.10.2025 |  | Guam     | – | Vietnam  | –:– (–:–) |
| 15.10.2025 |  | Hongkong | – | Guam     | –:– (–:–) |
| 17.10.2025 |  | Vietnam  | – | Hongkong | –:– (–:–) |

### Gruppe E
Die Spiele finden alle in Singapur statt.
Tabelle
| Pl. | Land               | Sp. | S | U | N | Tore    | Diff. | Punkte |
| --- | ------------------ | --- | - | - | - | ------- | ----- | ------ |
| 1.  | Australien         | 0   | 0 | 0 | 0 | 000:000 | ±0    | 0      |
| 1.  | Singapur           | 0   | 0 | 0 | 0 | 000:000 | ±0    | 0      |
| 1.  | Nördliche Marianen | 0   | 0 | 0 | 0 | 000:000 | ±0    | 0      |

Spielergebnisse
| 13.10.2025 |  | Nördliche Marianen | – | Australien         | –:– (–:–) |
| 15.10.2025 |  | Singapur           | – | Nördliche Marianen | –:– (–:–) |
| 17.10.2025 |  | Australien         | – | Singapur           | –:– (–:–) |

### Gruppe F
Die Spiele finden alle in Thailand statt.
Tabelle
| Pl. | Land         | Sp. | S | U | N | Tore    | Diff. | Punkte |
| --- | ------------ | --- | - | - | - | ------- | ----- | ------ |
| 1.  | Thailand     | 0   | 0 | 0 | 0 | 000:000 | ±0    | 0      |
| 1.  | Nepal        | 0   | 0 | 0 | 0 | 000:000 | ±0    | 0      |
| 1.  | Turkmenistan | 0   | 0 | 0 | 0 | 000:000 | ±0    | 0      |

Spielergebnisse
| 13.10.2025 |  | Turkmenistan | – | Thailand     | –:– (–:–) |
| 15.10.2025 |  | Nepal        | – | Turkmenistan | –:– (–:–) |
| 17.10.2025 |  | Thailand     | – | Nepal        | –:– (–:–) |

### Gruppe G
Die Spiele finden alle in Kirgisistan statt.
Tabelle
| Pl. | Land        | Sp. | S | U | N | Tore    | Diff. | Punkte |
| --- | ----------- | --- | - | - | - | ------- | ----- | ------ |
| 1.  | Indien      | 0   | 0 | 0 | 0 | 000:000 | ±0    | 0      |
| 1.  | Usbekistan  | 0   | 0 | 0 | 0 | 000:000 | ±0    | 0      |
| 1.  | Kirgisistan | 0   | 0 | 0 | 0 | 000:000 | ±0    | 0      |

Spielergebnisse
| 13.10.2025 |  | Kirgisistan | – | Indien      | –:– (–:–) |
| 15.10.2025 |  | Usbekistan  | – | Kirgisistan | –:– (–:–) |
| 17.10.2025 |  | Indien      | – | Usbekistan  | –:– (–:–) |

### Gruppe H
Die Spiele finden alle in Jordanien statt.
Tabelle
| Pl. | Land           | Sp. | S | U | N | Tore    | Diff. | Punkte |
| --- | -------------- | --- | - | - | - | ------- | ----- | ------ |
| 1.  | Bangladesch    | 0   | 0 | 0 | 0 | 000:000 | ±0    | 0      |
| 1.  | Chinese Taipei | 0   | 0 | 0 | 0 | 000:000 | ±0    | 0      |
| 1.  | Jordanien      | 0   | 0 | 0 | 0 | 000:000 | ±0    | 0      |

Spielergebnisse
| 13.10.2025 |  | Jordanien      | – | Bangladesch    | –:– (–:–) |
| 15.10.2025 |  | Chinese Taipei | – | Jordanien      | –:– (–:–) |
| 17.10.2025 |  | Bangladesch    | – | Chinese Taipei | –:– (–:–) |